# Relações entre Brasil e Líbia

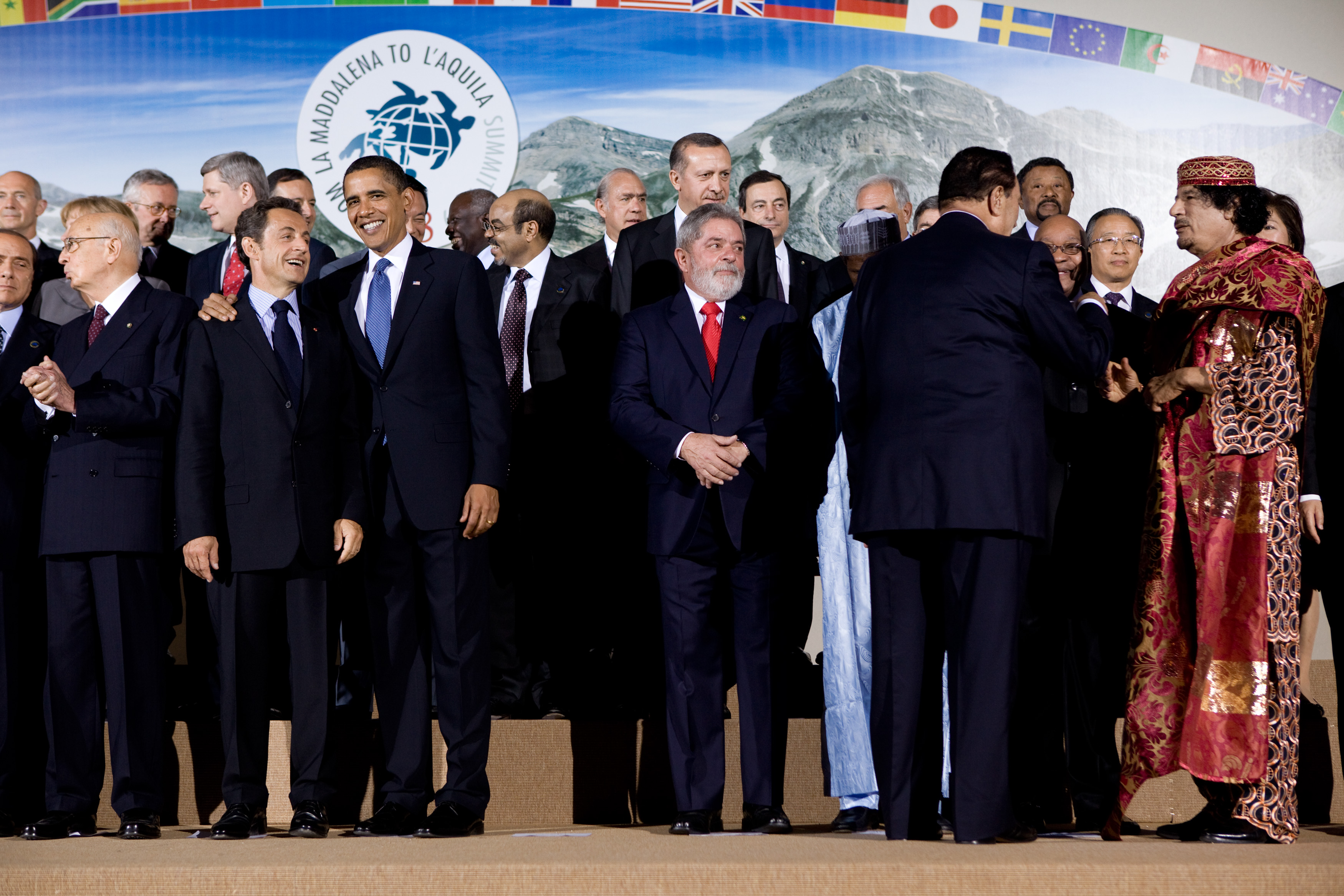
Lula e Gaddafi durante a 35ª reunião de cúpula do G8 na Itália, em 9 de julho de 2009.

As relações entre Brasil e Líbia são as relações diplomáticas estabelecidas entre a República Federativa do Brasil e a República da Líbia. Entre os anos de 2003 a 2011, estas relações obtiveram um grande impulso, devido ao bom relacionamento entre Luiz Inácio Lula da Silva e Muammar al-Gaddafi. O presidente brasileiro chegou a se reunir com o chefe de estado líbio, a quem frequentemente chamava de "amigo e irmão", por quatro vezes durante os oito anos de seu mandato.
Nesta época, empresas como a Odebrecht (atual Novonor), Queiroz Galvão, Andrade Gutierrez e a Petrobras realizavam diversos projetos no país africano. Porém, as operações das empresas brasileiras foram interrompidas com o início da guerra civil que resultou na queda do regime político na Líbia e a consequente morte de Muammar al-Gaddafi.

## Comércio
Na década de 1970, a extinta Engesa, vendeu à Líbia cerca de 400 unidades dos blindados sobre rodas EE-9 Cascavel e EE-11 Urutu. Quase todos foram entregues à unidade comandada por Mutassim Gaddafi, filho do ditador líbio. A negociação, considerada secreta pelo governo brasileiro foi revelada pelo general Ernesto Geisel. A Força Aérea Líbia também recebeu da Avibrás Aeroespacial, entre 1979 e 1981, foguetes ar-terra e bombas diversas.